# 今井和也
今井 和也（いまい かずや、1931年3月9日 - 2019年10月24日）は、日本の広告宣伝プロデューサー。1960年代、株式会社レナウン宣伝部在職時に、テレビCMを担当。「イエイエ」をはじめとするテレビCMで一時代を築き、日本における「CM元年」をプロデュースした人物。東京都出身、東京大学文学部美学美術史学科卒業。

## 略歴

### 東京自由が丘から、満州ハルビンへ
東京都自由が丘で、東京高等工業学校（現在の東京工業大学）を卒業した父・秀雄と、女子美術専門学校を卒業した母･テイの長男として生まれた。清水組（現在の清水建設）に建築設計士として勤務していた父がハルビン工業大学の教授になったことを契機に、1937年、小学校1年の時に父母、姉と4人の一家でハルビンに移住。ハルビンで妹が生まれた。1945年、ソ連との国境近くの王栄廟開拓団で勤労奉仕をしていた中学三年の時、ソ連軍の満州侵攻に遭遇し、終戦後はソ連占領下のハルビンで衣料品の立ち売りや花札を作って自ら売りながら、一家で飢えをしのいだ。1946年にようやく日本に引揚げ、自由が丘の家に帰った。
引揚げ後は、旧制の都立大森中学に編入。同窓には、小田島雄志（シェークスピア学者）、東威（リューマチ研究の権威）、筒井昭輔（画家）たちがいた。1948年、父が結核で死去。自身も結核に感染して大量に喀血。広島県西条市の結核療養所に入所し、3年間の闘病生活を終えて再び東京へ戻った。1952年、東京大学文科2類に入学。フランス語を学ぶ文2・6Dというクラスに入る。このクラスには詩人入沢康夫、藤野昌子、「無限大」編集長前野昭吉たちがいた。教養学部時代は美術サークルに入部し、東郷青児のアトリエで油絵を学ぶなどしていたが、50号2点を出品した二科展にあえなく落選、画家への道は断念した。その後、文学部美学美術史学科に進学し、同じゼミに所属していた樋口恵子（現・東京家政大学名誉教授、当時の全日本学生新聞連盟の副委員長）の勧誘で、東大学生新聞会に入会。映画評論や論説を執筆する一方ではイラストも手がけ、大江健三郎のデビュー作で東大五月祭賞入賞作品であった「奇妙な仕事」の挿絵を描いたりしていた。

### レナウン宣伝部へ、そして「ワンサカ娘」の誕生
映画監督になる夢を描いて、映画会社への就職を目指したがすべて不合格の憂き目にあう。1956年、当時はまだ衣料品卸の小企業であったレナウン商事に入社し、宣伝課に配属された。配属後は、コピーライターやPR雑誌の編集などの担当を経て、当時、黎明期にあったテレビの宣伝を担当することとなった。
レナウンはラジオでの宣伝も担当していたが、有名作曲家にCMソングを依頼するもいずれも不発の中、社長から新人作曲家の発掘の特命が下った。同じ宣伝課のイラストレーターであった小林みづえ（川村みづえ、現在もイラストレーターとして活躍中）から、彼女の兄が作曲家であることを知り、当時まだ無名であった小林亜星にCMソングの作曲を依頼することにしたが、これが、TVCMにおけるエポックメーキングな成功を生むこととなる。
はじめてCMソングに携わった小林亜星が作曲した20曲の中から選ばれた「ワンサカ娘」は、テレビ放映後、レナウンの企業イメージを強くアピールすることとなる。好評を博したこの曲を、毎年、歌手を変えて放映することとし、かまやつひろし、デュークエイセス、ジェリー藤尾、弘田三枝子、シルビー・ヴァルタンに歌い継がれた。中でも、シルビー・ヴァルタンが歌ったTVCMは、1966年のACC金賞、全米CMフェスティバルの最高賞を受賞するなど、CMソングとしての域を超え、現在でも1960年代の郷愁を駆り立てる曲として歌い継がれている。

### 「イエイエ以後」、「CM元年」の演出
1967年、レナウンはテレビ朝日系列の映画番組『日曜洋画劇場』のスポンサーとしての番組提供を開始。なかでも、新発売の組み合わせニット「イエイエ」のCMは、カラフルなポップアートのアニメーションと実写を組み合わせた映像、ビートの利いた音楽、ファッションショーさながらに画面一杯に闊歩する女性たちという、それまでのCMの常識を覆した作品となった。同年、このCM「イエイエ」はACCグランプリを受賞。以降、CM自体がエンターテイメント性を持つ新たな流れは、「イエイエ以後」「CM元年」という言葉で表現されることとなった。
「シリーズ肌着」では青島幸男、コント55号、紳士既製服「ダーバン」では、アラン・ドロン、カジュアルブランド「シンプルライフ」では、ピーター・フォンダ、リンゴ・スターなど、話題性のあるキャラクターを次々に起用。ファッション、ユーモアとエンターテイメント性を融合したそのCMの数々は、単に商品の宣伝媒体という枠を超えて、時代の風を表現する作品として世に送り出されていった。

### 専門店社長業から、業界初の広報室長
1975年、レナウンの会長であった尾上清の突然の命により、1968年にレナウンの子会社として設立された「女性のドレスを女性が売る専門店」であるレリアンの社長に就任。20年あまりの宣伝部門を離れた新たな分野での挑戦であったが、翌1976年には目標としていた「100店舗、売上100億円」を達成、1978年には業界初のPOSシステムを導入するなど、着実に業容は拡大していった。
1981年には再びレナウンに戻り、取締役広報室長に就任。アパレル業界では、初の広報室設置であり、企業のパブリシティの手法が、宣伝広告から広報へ比重を移していく流れを先取りして、広報室の体制を整備していくこととなった。

### レナウン退任、大学教員に
1993年、専務取締役としてレナウンを退任。帝京大学の非常勤講師、桑沢学園の理事を経て、1998年には、帝京平成大学の教授に就任し、マーケティングとヨーロッパ服装史を講じる。2003年には同大学の非常勤講師。ハルビン会事務局長として、年2回の「ハルビン時々新聞」を発行した。
2019年10月24日早朝、肺炎のため5日間入院後、死去。88歳没。

## 著作
- ビジネスエッセイ「夢の売り方」（1992年、日本経済新聞社）
- 「テレビCMの青春時代」ふたりの名演出家の短すぎた生涯（1995年、中公新書）
- 「カタチの歴史」建築とファッションのただならぬ関係（2003年、新曜社）
- 「中学生の満州敗戦日記」（2008年、岩波ジュニア新書）